# Данилова, Владилина Даниловна
Владилина Даниловна Данилова (10 февраля 1939, Косые Ложки, Красноярский край — 6 августа 2014, Тында, Амурская область) — бригадир отделочников строительно-монтажного поезда № 699 треста «Центробамстрой», полный кавалер ордена Трудовой Славы.

## Биография
Родилась 10 февраля 1939 года в селе Косые Ложки, Шарыповского района Красноярского края,. Русская. Окончила неполную среднюю школу.
Трудовую деятельность начала в 1955 году рабочей пути на железной дороге, затем освоила профессию штукатура-маляра.
В марте 1972 года приехала в поселок Тындинский, город Тында, Амурской области. Стала работать штукатуром-маляром строительно-монтажного поезда № 268 треста «Центробамстрой». Затем бригадиром отделочников строительно-монтажного поезда № 699, сформированного специально для ведения отделочных работ на всех объектах треста.
Под её руководством бригада добилась лучших результатов по качеству отделки и производительности труда, постоянно перевыполняла план по общему объёму строймонтажа. Поначалу отделывали «времянки», а когда в Тынде развернулось строительство постоянных объектов, бригада Даниловой оказалась самой популярной. В бригаде были организованы штукатурная и малярная станции. Все реже стали применять для подноски материалов носилки, меньше стало другого тяжелого ручного труда. Отделочников перебрасывали с объекта на объект. И везде бамовцев благодарили за отличную работу.
Указом Президиума Верховного Совета СССР от 21 апреля 1975 года Данилова Владилина Даниловна награждена орденом Трудовой Славы 3-й степени.
Указом Президиума Верховного Совета СССР от 5 марта 1981 года Данилова Владилина Даниловна награждена орденом Трудовой Славы 2-й степени.
Указом Президиума Верховного Совета СССР от 28 апреля 1985 года Данилова Владилина Даниловна награждена орденом Трудовой Славы 1-й степени.
Избиралась депутатом районного и городского Советов народных депутатов.
Жила в городе Тында.

## Награды
Награждена орденами Трудовой Славы 1-й, 2-й и 3-й степени, медалями. Почётный транспортный строитель. Почётный гражданин города Тынды.